# Поссаньйо
Поссаньйо (італ. Possagno, вен. Posagno) — муніципалітет в Італії, у регіоні Венето, провінція Тревізо.
Поссаньйо розташоване на відстані близько 450 км на північ від Рима, 60 км на північний захід від Венеції, 35 км на північний захід від Тревізо.
Населення — 2172 особи (2014).
Щорічний фестиваль відбувається 16 серпня. Покровитель — святий Рох.

## Демографія
Населення за роками:

Станом на 1 січня 2023 року в муніципалітеті офіційно проживало 368 іноземців з 32 країн, серед них 55 громадян країн Євросоюзу та 9 громадян України.

## Сусідні муніципалітети
- Алано-ді-П'яве
- Кастелькукко
- Кавазо-дель-Томба
- Креспано-дель-Граппа
- Падерно-дель-Граппа